# William Galassini
William Galassini (n. 19 martie 1924, Brisighella, Emilia-Romagna, Italia – d. 5 iunie 1984, Bologna, Italia) a fost un compozitor și dirijor italian.